# Gymnastique aux Jeux olympiques d'été de 1976
Navigation
Munich 1972 Moscou 1980

## Résultats hommes

### Concours par équipes
| Médaille                            | Nom | Pays               | Points |
| ----------------------------------- | --- | ------------------ | ------ |
| Médaille d'or, Jeux olympiques      | Shun Fujimoto Igarashi Hisato Hiroshi Kajiyama Sawao Kato Eizo Kenmotsu Mitsuo Tsukahara                    | Japon              | 576.85 |
| Médaille d'argent, Jeux olympiques  | Nikolai Andrianov Aleksandr Dityatin Gennadiy Krysin Vladimir Marchenko Vladimir Markelov Vladimir Tikhonov | Union soviétique   | 576.45 |
| Médaille de bronze, Jeux olympiques | Roland Brückner Rainer Hanschke Bernd Jäger Wolfgang Klotz Lutz Mack Michael Nikolay                        | Allemagne de l'Est | 564.65 |

### Concours général individuel hommes
| Médaille                            | Nom               | Pays             | Points  |
| ----------------------------------- | ----------------- | ---------------- | ------- |
| Médaille d'or, Jeux olympiques      | Nikolai Andrianov | Union soviétique | 116.650 |
| Médaille d'argent, Jeux olympiques  | Sawao Kato        | Japon            | 115.650 |
| Médaille de bronze, Jeux olympiques | Mitsuo Tsukahara  | Japon            | 115.575 |

### Finales par engins

#### Sol hommes
| Médaille                            | Nom                | Pays             | Points |
| ----------------------------------- | ------------------ | ---------------- | ------ |
| Médaille d'or, Jeux olympiques      | Nikolai Andrianov  | Union soviétique | 19.450 |
| Médaille d'argent, Jeux olympiques  | Vladimir Marchenko | Union soviétique | 19.425 |
| Médaille de bronze, Jeux olympiques | Peter Kormann      | États-Unis       | 19.300 |

#### Cheval d'arçons hommes
| Médaille                            | Nom               | Pays               | Points |
| ----------------------------------- | ----------------- | ------------------ | ------ |
| Médaille d'or, Jeux olympiques      | Zoltán Magyar     | Hongrie            | 19.700 |
| Médaille d'argent, Jeux olympiques  | Eizo Kenmotsu     | Japon              | 19.575 |
| Médaille de bronze, Jeux olympiques | Nikolai Andrianov | Union soviétique   | 19.525 |
| Médaille de bronze, Jeux olympiques | Michael Nikolay   | Allemagne de l'Est | 19.525 |

#### Anneaux hommes
| Médaille                            | Nom                | Pays             | Points |
| ----------------------------------- | ------------------ | ---------------- | ------ |
| Médaille d'or, Jeux olympiques      | Nikolai Andrianov  | Union soviétique | 19.650 |
| Médaille d'argent, Jeux olympiques  | Aleksandr Dityatin | Union soviétique | 19.550 |
| Médaille de bronze, Jeux olympiques | Dan Grecu          | Roumanie         | 19.500 |

#### Saut hommes
| Médaille                            | Nom               | Pays             | Points |
| ----------------------------------- | ----------------- | ---------------- | ------ |
| Médaille d'or, Jeux olympiques      | Nikolai Andrianov | Union soviétique | 19.450 |
| Médaille d'argent, Jeux olympiques  | Mitsuo Tsukahara  | Japon            | 19.375 |
| Médaille de bronze, Jeux olympiques | Hiroshi Kajiyama  | Japon            | 19.275 |

#### Barres parallèles hommes
| Médaille                            | Nom               | Pays             | Points |
| ----------------------------------- | ----------------- | ---------------- | ------ |
| Médaille d'or, Jeux olympiques      | Sawao Kato        | Japon            | 19.675 |
| Médaille d'argent, Jeux olympiques  | Nikolai Andrianov | Union soviétique | 19.500 |
| Médaille de bronze, Jeux olympiques | Mitsuo Tsukahara  | Japon            | 19.475 |

#### Barre fixe hommes
| Médaille                            | Nom              | Pays                 | Points |
| ----------------------------------- | ---------------- | -------------------- | ------ |
| Médaille d'or, Jeux olympiques      | Mitsuo Tsukahara | Japon                | 19.675 |
| Médaille d'argent, Jeux olympiques  | Eizo Kenmotsu    | Japon                | 19.500 |
| Médaille de bronze, Jeux olympiques | Eberhard Gienger | Allemagne de l'Ouest | 19.475 |
| Médaille de bronze, Jeux olympiques | Henry Boério     | France               | 19.475 |

## Résultats femmes

### Concours général par équipes femmes
| Médaille                            | Nom                                                                                              | Pays               | Points |
| ----------------------------------- | ------------------------------------------------------------------------------------------------ | ------------------ | ------ |
| Médaille d'or, Jeux olympiques      | Maria Filatova Svetlana Grozdova Nellie Kim Olga Korbut Elvira Saadi Lyudmila Turishcheva        | Union soviétique   | 390.35 |
| Médaille d'argent, Jeux olympiques  | Nadia Comăneci Mariana Constantin Georgeta Gabor Anca Grigoras Gabriela Trusca Teodora Ungureanu | Roumanie           | 387.15 |
| Médaille de bronze, Jeux olympiques | Carola Dombeck Gitta Escher Kerstin Gerschau Angelika Hellmann Marion Kische Steffi Kraker       | Allemagne de l'Est | 385.10 |

### Concours général individuel femmes
| Médaille                            | Nom                  | Pays             | Points |
| ----------------------------------- | -------------------- | ---------------- | ------ |
| Médaille d'or, Jeux olympiques      | Nadia Comăneci       | Roumanie         | 79.275 |
| Médaille d'argent, Jeux olympiques  | Nellie Kim           | Union soviétique | 78.675 |
| Médaille de bronze, Jeux olympiques | Lyudmila Turishcheva | Union soviétique | 78.625 |

### Finales par engins

#### Saut femmes
| Médaille                            | Nom                  | Pays               | Points |
| ----------------------------------- | -------------------- | ------------------ | ------ |
| Médaille d'or, Jeux olympiques      | Nellie Kim           | Union soviétique   | 19.800 |
| Médaille d'argent, Jeux olympiques  | Ludmilla Tourischeva | Union soviétique   | 19.650 |
| Médaille d'argent, Jeux olympiques  | Carola Dombeck       | Allemagne de l'Est | 19.650 |
| Médaille de bronze, Jeux olympiques | -                    | -                  |        |

#### Barres asymétriques femmes
| Médaille                            | Nom               | Pays     | Points |
| ----------------------------------- | ----------------- | -------- | ------ |
| Médaille d'or, Jeux olympiques      | Nadia Comăneci    | Roumanie | 20.000 |
| Médaille d'argent, Jeux olympiques  | Teodora Ungureanu | Roumanie | 19.800 |
| Médaille de bronze, Jeux olympiques | Márta Egervári    | Hongrie  |        |

#### Poutre femmes
| Médaille                            | Nom               | Pays             | Points |
| ----------------------------------- | ----------------- | ---------------- | ------ |
| Médaille d'or, Jeux olympiques      | Nadia Comăneci    | Roumanie         | 20.000 |
| Médaille d'argent, Jeux olympiques  | Olga Korbut       | Union soviétique | 19.725 |
| Médaille de bronze, Jeux olympiques | Teodora Ungureanu | Roumanie         | 19.700 |

#### Sol femmes
| Médaille                            | Nom                  | Pays             | Points |
| ----------------------------------- | -------------------- | ---------------- | ------ |
| Médaille d'or, Jeux olympiques      | Nellie Kim           | Union soviétique | 19.850 |
| Médaille d'argent, Jeux olympiques  | Ludmilla Tourischeva | Union soviétique | 19.825 |
| Médaille de bronze, Jeux olympiques | Nadia Comăneci       | Roumanie         | 19.750 |

## Tableau des médailles

### Hommes
| Rang  | Nation               | Or | Argent | Bronze | Total |
| ----- | -------------------- | -- | ------ | ------ | ----- |
| 1     | Union soviétique     | 4  | 4      | 1      | 9     |
| 2     | Japon                | 3  | 4      | 3      | 10    |
| 3     | Hongrie              | 1  | 0      | 0      | 1     |
| 4     | Allemagne de l'Est   | 0  | 0      | 2      | 2     |
| 5     | Allemagne de l'Ouest | 0  | 0      | 1      | 1     |
| 5     | États-Unis           | 0  | 0      | 1      | 1     |
| 5     | France               | 0  | 0      | 1      | 1     |
| 5     | Roumanie             | 0  | 0      | 1      | 1     |
| Total | Total                | 8  | 8      | 10     | 26    |

### Femmes
| Rang  | Nation             | Or | Argent | Bronze | Total |
| ----- | ------------------ | -- | ------ | ------ | ----- |
| 1     | Union soviétique   | 3  | 4      | 1      | 8     |
| 2     | Roumanie           | 3  | 2      | 2      | 7     |
| 3     | Allemagne de l'Est | 0  | 1      | 1      | 2     |
| 4     | Hongrie            | 0  | 0      | 1      | 1     |
| Total | Total              | 6  | 7      | 5      | 18    |

### Confondu
| Rang  | Nation               | Or | Argent | Bronze | Total |
| ----- | -------------------- | -- | ------ | ------ | ----- |
| 1     | Union soviétique     | 7  | 8      | 2      | 17    |
| 2     | Japon                | 3  | 4      | 3      | 10    |
| 3     | Roumanie             | 3  | 2      | 3      | 8     |
| 4     | Hongrie              | 1  | 0      | 1      | 2     |
| 5     | Allemagne de l'Est   | 0  | 1      | 3      | 4     |
| 4     | Allemagne de l'Ouest | 0  | 0      | 1      | 1     |
| 4     | États-Unis           | 0  | 0      | 1      | 1     |
| 4     | France               | 0  | 0      | 1      | 1     |
| Total | Total                | 14 | 15     | 15     | 44    |